# Mark Ptashne

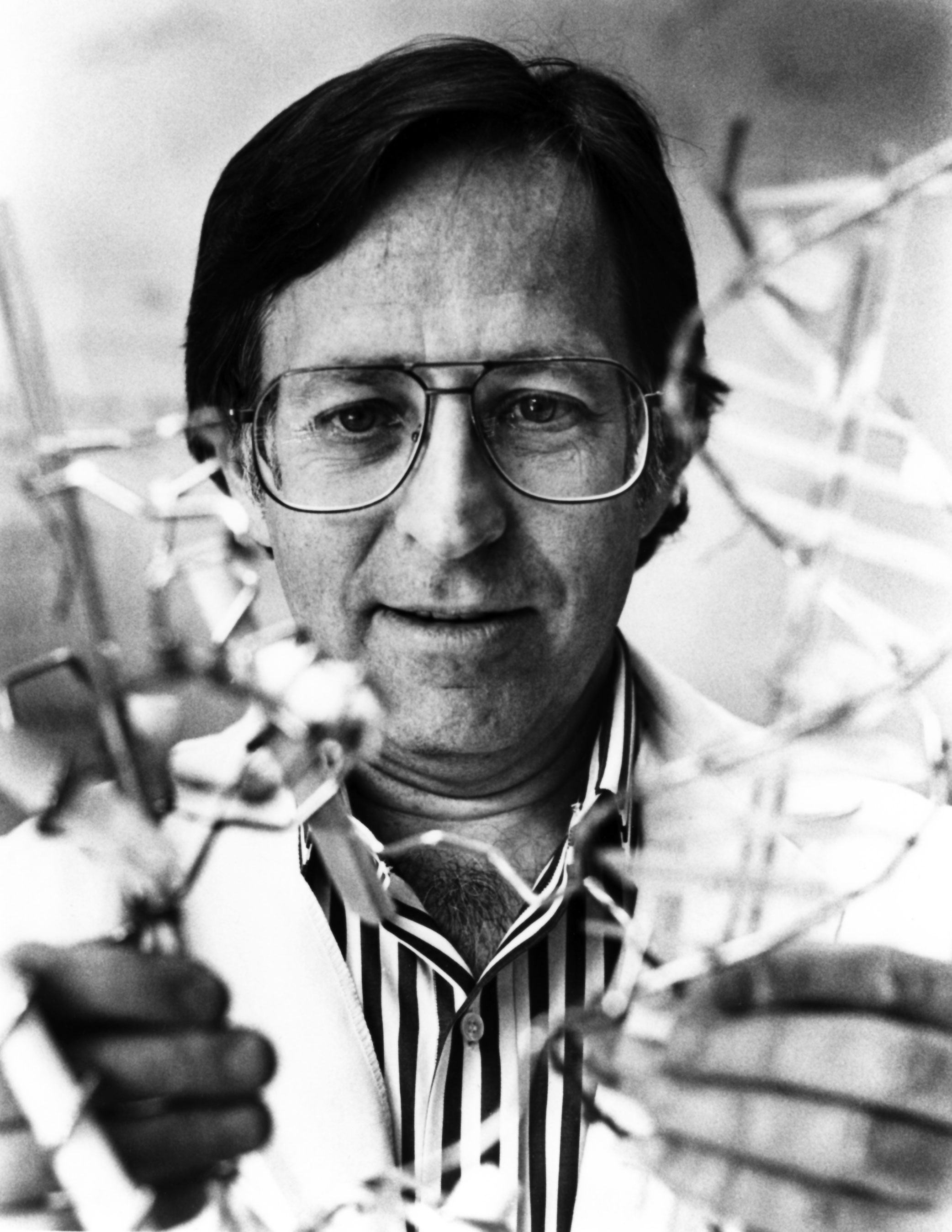
Mark Ptashne

Mark Steven Ptashne (* 5. Juni 1940 in Chicago) ist ein US-amerikanischer Molekularbiologe und Professor am Memorial Sloan-Kettering Cancer Center.

## Leben
Ptashne erwarb 1961 einen Bachelor in Chemie am Reed College in Portland, Oregon und 1968 einen Ph.D. in Molekularbiologie an der Harvard University in Cambridge, Massachusetts. 1971 erhielt er dort eine Professur für Molekularbiologie und 1997 eine Professur am Memorial Sloan-Kettering Cancer Center, New York City.
Ptashne ist außerdem passionierter Geiger und Besitzer einer Stradivari. Er hat mit diesem Instrument CD-Aufnahmen gemacht.

## Wirken
Ptashne leistete grundlegende Arbeiten zur Isolierung von Repressoren, die eine wichtige Rolle bei der Regulation zellulärer Prozesse spielen. Es gelang ihm, die Interaktion zwischen Repressoren und weiteren Proteinen (z. B. Cro) aufzuklären, die gemeinsam wiederum mit der DNA interagieren. Er konnte die dreidimensionale Struktur von Repressor und interagierender DNA beschreiben. Während erste Arbeiten an der Bakteriophage Lambda durchgeführt wurden und die Regulation zwischen lysogenem Zyklus und lytischem Zyklus beschrieben, konnte Ptashne später ähnliche Prozesse auch bei Hefen und höheren Organismen beschreiben. Aufgrund seiner Arbeiten gehört das Hefeprotein GAL4 zu den am besten untersuchten Transkriptionsfaktoren.  Die Entdeckung, dass Transkriptionsfaktoren in der Regel aus trennbaren Domänen bestehen, die die DNA-Bindung, bzw. die Interaktion mit Coaktivatoren und Corepressoren vermitteln, war die Voraussetzung vieler wichtiger molekularbiologischer Techniken, wie dem Hefe-Zwei-Hybrid-System.

## Auszeichnungen (Auswahl)
- 1973 Guggenheim-Stipendium
- 1975 Eli Lilly Award in Biological Chemistry
- 1977 Mitgliedschaft American Academy of Arts and Sciences[5]
- 1977 Prix Charles-Léopold Mayer
- 1979 Mitgliedschaft National Academy of Sciences
- 1979 National Academy of Sciences Award in Molecular Biology
- 1985 Louisa-Gross-Horwitz-Preis[6]
- 1985 Gairdner Foundation International Award[7]
- 1990 Alfred P. Sloan, Jr. Prize
- 1997 Massry-Preis[8]
- 1997 Albert Lasker Award for Basic Medical Research[3]